# Niní
Niní é uma telenovela juvenil argentina produzida pela Edemol para o canal Telefe. Foi exibida de 7 de setembro de 2009 a 16 de abril de 2010, de segunda a sexta às 17h. Tem como protagonistas principais Florencia Bertotti interpretando os papéis de Niní e Nicolás, Federico Amador como o embaixador Tomás Paker e Paula Morales como a ambiciosa Celina, a antagonista central.
A telenovela foi marcada pelo processo judicial feito por Cris Morena, contra a produção da novela, alegando que a novela era plágio de Floricienta, novela de 2004, que também era protagonizada por Florencia Bertotti.

## Sinopse
Nina Gómez, mais conhecida como Niní, é una moça inocente, um pouco distraída, espontânea e com um grande coração, que vive com seu avô, o jardineiro da embaixada onde ambos trabalham. A vida de Niní muda completamente após a chegada do embaixador Tomas Parker, acompanhado pela sua ambiciosa secretária Celina e seus 4 filhos, adotados em diferentes países do mundo, fazendo com que a família seja heterogênea e diferente. Niní acaba sendo demitida da embaixada por causa de uma sucessão de mal entendidos, e então ela vai tentar a vida de outra forma, morando assim com a sua amiga Vicky, que a ajuda conseguindo um emprego entregando panfletos fantasiada. Um dia enquanto está trabalhando na rua Niní vê Sicilia, a filha mais nova do embaixador, sendo atropelada. Niní, disfarçada de Papai Noel, socorre a menina, porém não revela a Tomás Paker que é a "tão odiada" Niní. Ela então finge ser um homem chamado Nicolás. Tomás oferece a Nicolás um trabalho na embaixada como prova de gratidão, então Niní, agora como Nicolás, volta a trabalhar na embaixada para poder ficar perto de seu avô. A partir daí começa toda a confusão, Niní trocando de papéis o tempo todo. Enquanto Nicolás ajuda a todos e e sempre fala a coisa certa, Niní sempre arruma problemas e fala bobagens, mas mesmo assim Niní vai aos poucos conquistando o carinho de todos e o coração de Tomas Parker, porém terá de enfrentar a inimizade de Celina, que pretende casar com Tomás e ser embaixadora de Santa Juliana.

## Elenco
- Florencia Bertotti - Nina "Niní" Gomez / Nicolás Zampano
- Federico Amador - Tomas Parker
- Paula Morales - Celina Martinez Paz
- Juan Manuel Guilera - Martin Parker
- Melanie Chong - Chow Parker
- Sheyner Cristian Díaz Gómez - Chama Parker
- Iara Muñoz - Sicilia Parker
- Héctor Díaz - Horacio Raimondi
- Vanesa Butera - Carmen Juarez
- Giselle Bonaffino - Lola Benitez
- Maida Andrenacci - Victoria Acuña
- Esteban Meloni - Victor Martinez Paz
- Sebastian Mogordoy - Angel Espósito
- Esteban Masturini - Juan Espósito
- Diego Gentile - Sebastian Gallardo
- Marta Paccamicci - Lupe
- Pablo Napoli - Hector Gomez
- Paula Sartor - Sofia Anzoategui
- Antonia Bengoechea - Zoe Anzoategui
- Valentín Villafañe - Abel Lopez

## Trilha Sonora
| #  | Música              | Interpretado por |
| -- | ------------------- | --- |
| 1  | Ariba las Ilusiones | Florencia Bertotti |
| 2  | No te importa       | Florencia Bertotti |
| 3  | Eso no se hace      | Florencia Bertotti |
| 4  | Reirse es gratis    | Florencia Bertotti |
| 5  | Mamas del Alma      | Florencia Bertotti |
| 6  | No Creo que Pueda   | Florencia Bertotti |
| 7  | Ariesgate           | Florencia Bertotti |
| 8  | Mi Enemigo Conmigo  | Florencia Bertotti |
| 9  | ¡Que Sensasión!     | Florencia Bertotti |
| 10 | Te Amo Más          | Florencia Bertotti, Federico Amador |
| 11 | 4, 3, 2, 1          | Florencia Bertotti |
| 12 | Que Sabés de Mí     | Juan Manuel Guilera, Melanie Chong, Sheyner Cristian, Iara Muñoz, Giselle Bonaffino, Esteban Masturini, Paula Sartor, Florencia Bertotti |
| 13 | Mí Romeo            | Florencia Bertotti |

- Faixas Interativas: Videoclipes No te Importa e Mi Enemigo Conmigo.

## Turnê
Niní foi levada aos palcos, em um show musical chamado "Nini: "La busqueda". Grande parte dos personagens da novela estavam no musical. A primeira presentação do espetáculo foi em 24 de Janeiro de 2010 no Polideportivo de Mar del Plata. Poucos dias depois saiu a bilheteria ofical desse show, e com grande surpresa se descobriu que "Niní" com só uma apresentação ficou entre os 5 espetáculos mais vistos semana.
A segunda presentação foi em 27 de Fevereiro de 2010 no Orfeo superdomo de Córdoba. Mais de 5.500 pessoas lotaram o estádio Orfeo para assistir ao Show. E a turnê seguiu pelo interior da Argentina. Em 18 de Abril "Nini: "La busqueda" finalizou seus show com a gravação do DVD no Teatro Gran Rex na cidade de Buenos Aires, onde foi assistido por mais de 35.000 espectadores.